# Sellos navideños
Los sellos navideños son etiquetas adhesivas que tienen una apariencia similar a las estampillas postales y que se venden y luego se adhieren al correo durante la temporada navideña para recaudar fondos y generar conciencia sobre programas benéficos. Los sellos navideños se han asociado especialmente con enfermedades pulmonares como la tuberculosis y con el bienestar infantil en general. Se emitieron por primera vez en Dinamarca a principios de 1904, y luego Suecia e Islandia siguieron con emisiones ese mismo año. Posteriormente, el uso de sellos navideños se hizo popular y se extendió rápidamente por todo el mundo, hasta que 130 países produjeron sus propios sellos.

Los sellos navideños a veces se confundían con las estampillas navideñas utilizadas para franqueo, lo que llevó al Servicio Postal de los Estados Unidos a adoptar una política que requería que los sellos se colocaran en el reverso de una postal o sobre, pero la política fue generalmente desfavorable y a menudo ignorada, lo que finalmente resultó en su retiro. Los sellos navideños existen en varias variedades, siendo los más notables los emitidos primero por la Cruz Roja y luego por la Asociación Nacional de Tuberculosis con su cruz roja de doble barra en el frente del sello. Otros sellos caritativos han sido emitidos por gobiernos estatales, religiones y organizaciones sociales de todo el mundo. Varios gobiernos han emitido sellos postales semipostales para recaudar fondos para la Cruz Roja u otras causas benéficas. Desde el principio, los sellos navideños recibieron mucho reconocimiento público y pronto fueron buscados por coleccionistas e historiadores postales. Hoy en día, como objeto de colección, su valor monetario varía considerablemente.

## Origen danés

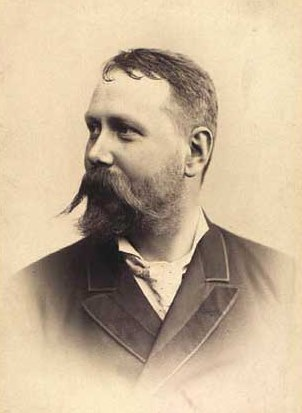
Einar Holbøll, hacia 1900

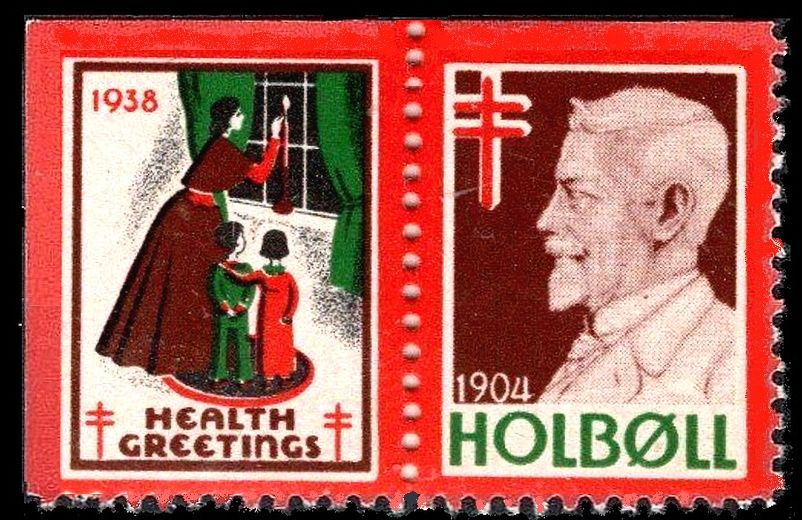
En 1938, Holbøll apareció en un sello navideño de EE. UU.

A principios del siglo XX, la tuberculosis era una enfermedad muy temida y sus efectos nocivos sobre los niños parecían particularmente devastadores. En 1904, Einar Holbøll, un empleado postal danés, desarrolló la idea de añadir un sello benéfico adicional en los saludos navideños enviados por correo. El dinero recaudado se utilizará para ayudar a los niños enfermos de tuberculosis. El plan fue aprobado por el Jefe de Correos y el Rey de Dinamarca (Cristián IX). Antes de su muerte en 1927, Holboell fue nombrado caballero por el rey de Dinamarca por sus contribuciones en la lucha contra la tuberculosis y por asociar la Navidad con la necesidad de ayudar a los afectados por la enfermedad. También fue honrado por varios otros países, incluido Estados Unidos, por sus esfuerzos.
En 1904 se emitió en Dinamarca el primer sello navideño del mundo, que llevaba la imagen de la reina danesa (Luisa de Hesse-Kassel) y la palabra Julen (Navidad). Se vendieron más de 4 millones en el primer año a 0,02 coronas danesas por sello, recaudando más de 18.000 dólares, lo que en 1904 era una suma considerable de dinero. El año siguiente, la venta de sellos de Navidad aportó aún más dinero a la lucha contra la tuberculosis.
Durante los primeros seis años se recaudaron fondos suficientes para construir el Sanatorio Christmas Seal en Kolding, inaugurado en 1911. Ese mismo año, el sanatorio fue transferido a la administración de la Asociación Nacional Danesa de Lucha contra la Tuberculosis, ya que se consideró un desperdicio de recursos tener dos organizaciones trabajando con el mismo propósito. La recaudación de fondos continuaría con éxito a través de Christmas Seals durante los próximos años.

El Comité del Sello de Navidad danés, hoy conocido como Julemærkefonden (el Fondo del Sello de Navidad), decidió en ese momento utilizar todos los fondos recaudados en el futuro para construir y operar hogares de convalecencia para niños.

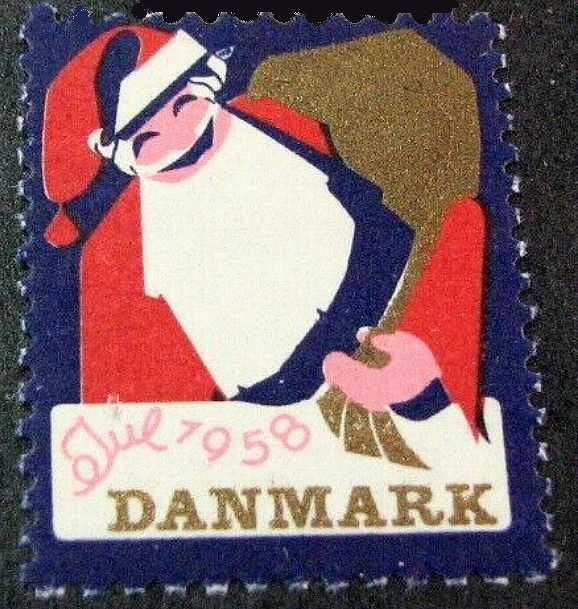
Sello controvertido de Dinamarca, 1958

En 1958 comenzó una controversia sobre la aparición de Papá Noel en un sello navideño danés cuando el reverendo Paul Nedergad, un clérigo de Copenhague, se refirió a Papá Noel como un "duende pagano". Insistió en que la gente debería encontrar otra manera de ayudar a la causa benéfica de lucha contra la tuberculosis y boicotear el sello navideño en cuestión. Sin embargo, la mayoría de los habitantes de Dinamarca prestaron poca atención al comentario de Negerdard y continuaron comprando los sellos navideños que representaban a Papá Noel.

## Estados Unidos

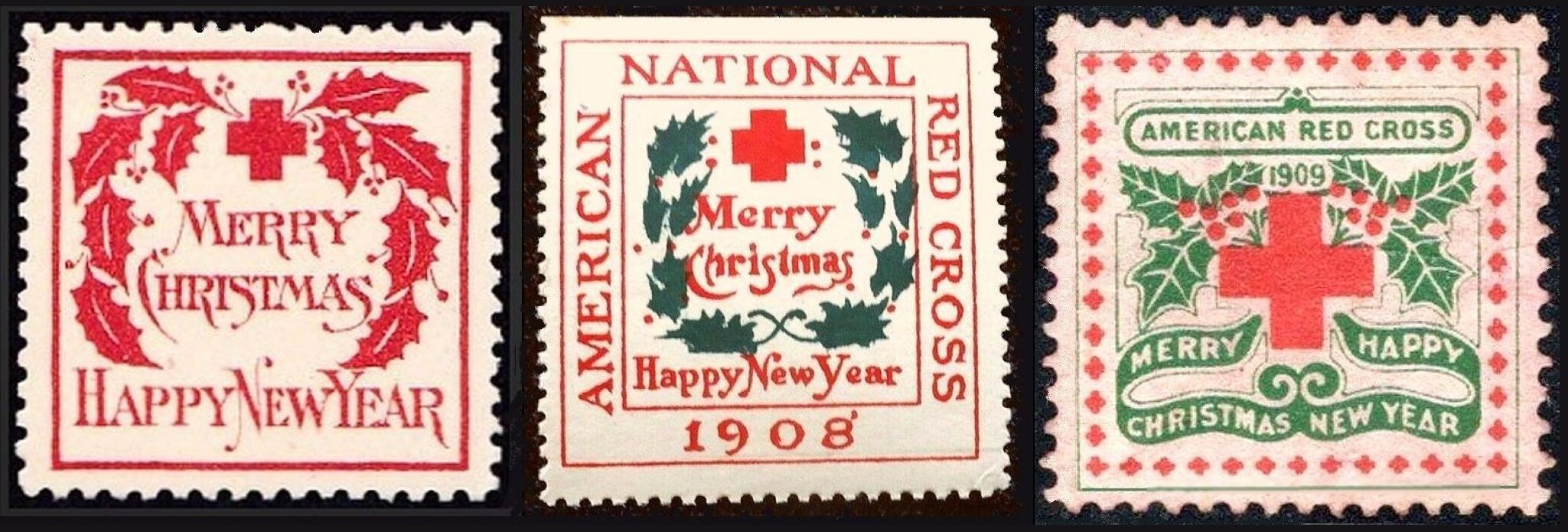

A principios del siglo XX, Estados Unidos también sufrió un brote de tuberculosis de proporciones epidémicas. En aquella época, la única manera práctica de tratar la enfermedad era confinar a los afectados en un sanatorio. Sin embargo, la mayoría de estas instalaciones necesitaban urgentemente financiación y se enfrentaban al cierre. Una de esas instalaciones estaba ubicada en Brandywine, Delaware, y casi a punto de ser clausurada, un médico, Joseph Wales, recordó a su prima Emily Bissell, quien tenía experiencia en esfuerzos de recaudación de fondos. Posteriormente le envió una carta contándole la situación por la que atravesaba su sanatorio. Bissell se sintió conmovida por su carta y salió a buscar formas de recaudar los 300 dólares necesarios para que el sanatorio de su prima permaneciera abierto.
El gran éxito de los sellos navideños en Europa impulsó al danés Jacob Riis, periodista muckraker, fotógrafo y amigo de Theodore Roosevelt, a escribir un editorial abogando por su venta en Estados Unidos. El editorial y el gran éxito que Christmas Seals trajo a las iniciativas caritativas en Europa en 1904 fueron una gran fuente de inspiración para Emily Bissell, quien persiguió la perspectiva en los Estados Unidos y organizó la producción y venta de sellos navideños en América. Bissell también esperaba recaudar dinero para el sanatorio de su primo en Brandywine Creek, en Delaware. Bissell diseñó posteriormente un sello navideño local de Delaware, el primero que se emitió en Estados Unidos en 1907. Los sellos navideños generaron $3000 en el primer año. En 1909 las ventas generaron 250.000 dólares. Para la Cruz Roja quedó claro que la venta de sellos navideños debe continuar como una empresa independiente. El Director de la Cruz Roja Americana, Ernest P. Bicknell, fue miembro de la Junta Directiva de la Asociación Nacional de Tuberculosis, ahora en su sexto año de funcionamiento. En el verano de 1910, Bicknell y el Dr. Livingston Farrand, miembro del cuerpo docente de la Universidad de Columbia, procedieron a concertar una asociación para la venta de sellos navideños con la Cruz Roja, que duró hasta 1920, cuando la Cruz Roja entregó toda la operación de venta de sellos navideños a la Asociación Nacional de Tuberculosis. En los años siguientes las ventas crecieron continuamente, desde tres mil dólares en 1907 a 26 millones de dólares en 1955.

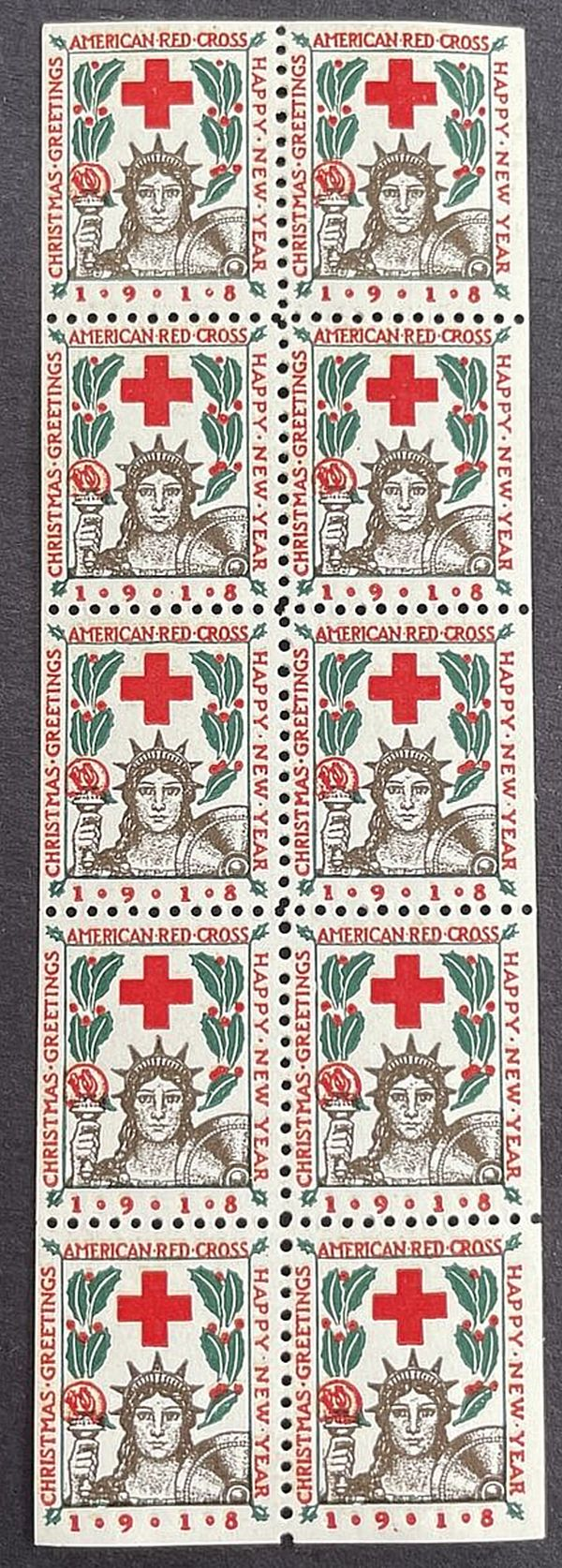
Panel de folletos con sellos navideños de la edición de 1918

Inicialmente impresos mediante el proceso de litografía, los sellos se vendieron en los vestíbulos de las oficinas de correos de todo Estados Unidos. El primer sello navideño de EE. UU. de 1907 se vendió inicialmente el 7 de diciembre de 1907 en Wilmington, Delaware, por el Capítulo de Delaware de la Cruz Roja Americana, a un centavo cada uno. En 1908, la idea de Bissell se convirtió en un programa nacional administrado por la Asociación Nacional para el Estudio y la Prevención de la Tuberculosis (NASPT). Los sellos de Navidad emitidos entre 1908 y 1918 fueron emitidos a nivel nacional por la Cruz Roja Nacional Estadounidense. Las ganancias netas de las ventas se dividirían equitativamente entre las dos organizaciones. A partir de 1919, cuando la Asociación Nacional de Tuberculosis asumió las operaciones de producción de sellos navideños, todos los sellos llevaban la cruz roja de doble barra en sus diseños.
Los sellos de Navidad emitidos en 1918 tienen una historia inusual respecto a los demás, ya que ese año no se vendieron al público en general. Emitidos durante la Primera Guerra Mundial, se entregaron únicamente a los miembros de la Cruz Roja Estadounidense para no competir con otras campañas de recaudación de fondos para el esfuerzo bélico. Publicado únicamente en hojas de diez ejemplares, no se conocen hojas de 100 de esta edición.

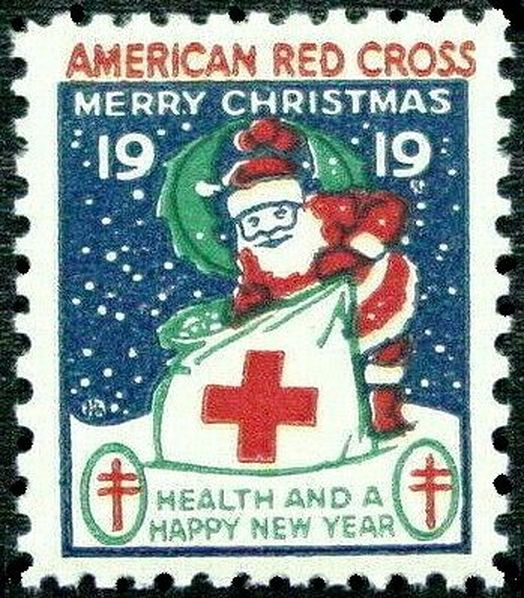
El sello de Navidad de 1919 es la última emisión que muestra la Cruz Roja, y es el único que muestra tanto la Cruz Roja como la cruz de doble barra de la Asociación Nacional de Tuberculosis.

En 1920, la Cruz Roja se retiró del acuerdo y las ventas fueron realizadas exclusivamente por la NASPT, entonces conocida como Asociación Nacional de Tuberculosis (NTA). Emisiones de 1920 a 1937; de la Asociación Nacional de Tuberculosis y Enfermedades Respiratorias (NTDRA); de 1968 a 1972 y de la Asociación Estadounidense del Pulmón de 1973 al presente. La NTRDA se convirtió en la Asociación Estadounidense del Pulmón en 1973, aunque los sellos de 1974 y los emitidos posteriormente continúan mostrando la inscripción NTRDA en el margen de la hoja.

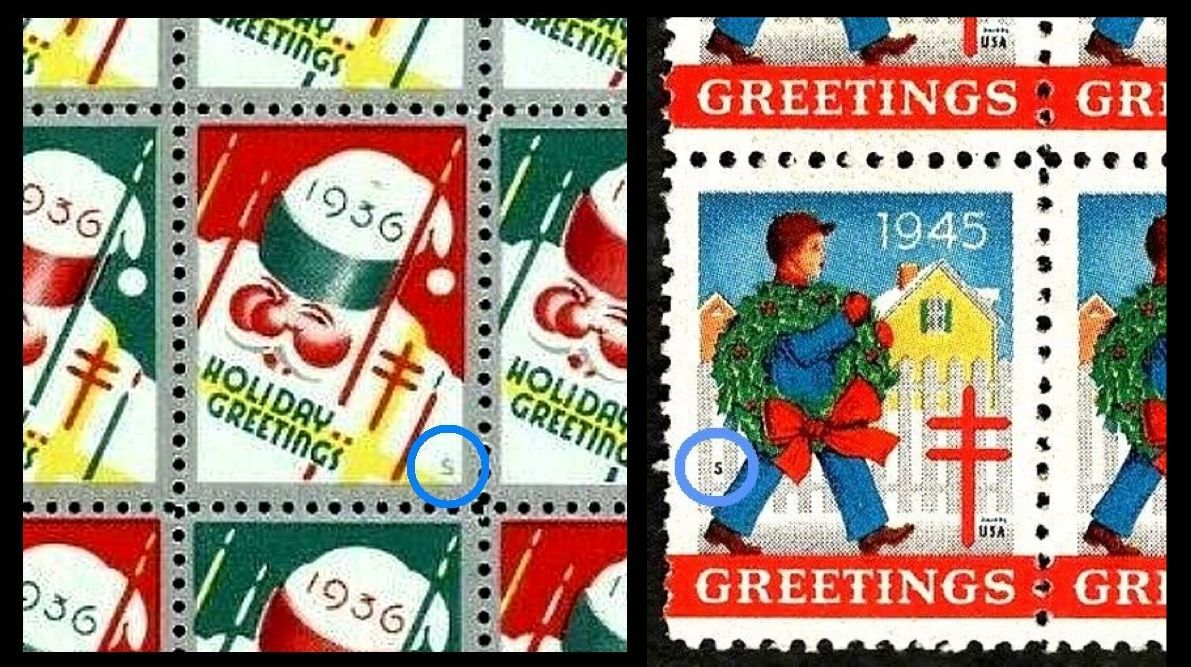
Sellos navideños con marcas de imprenta (encerrados en un círculo azul)

A menudo se empleaban dos o más impresores diferentes para producir un sello navideño determinado, produciendo un sello que era idéntico a las otras impresiones similares. Para distinguir entre las distintas impresiones, la Christmas Seal Society consideró apropiado que cada impresor añadiera su propia marca a uno de los sellos en una hoja de 100, normalmente en el medio de la hoja. Las marcas de imprenta generalmente consistían en una pequeña letra dentro del diseño del sello. La adición de marcas de imprenta se inició en 1926 y continuó hasta 1997.
Los sellos navideños locales también comenzaron a surgir durante este tiempo y han existido junto con las emisiones nacionales en los EE. UU. desde 1907, y también están catalogados por la Christmas Seal &amp; Charity Stamp Society.
Las primeras personas reales no aparecieron en los sellos navideños de Estados Unidos hasta que se emitieron los sellos de 1938. Entre ellos se encontraban personalidades destacadas en la lucha contra la tuberculosis, como Einar Holbøll, Robert Koch, René Laënnec y Edward Livingston Trudeau.
Con excepción de las emisiones de 1907 y 1908, los sellos navideños de EE. UU. se emitieron en hojas de 100 hasta 1975, y posteriormente en hojas de 54. A partir de 1935, los sellos navideños de EE. UU. se empezaron a imprimir en se-tenant, donde había más de un diseño de sellos navideños en una sola hoja de cien sellos navideños. A partir de 1970, las hojas de sellos navideños a veces tenían cada una un sello individual con su propio diseño o representaban una escena general, y cada sello tenía una parte de esa escena, de manera similar a la forma en que las piezas de un rompecabezas juntas mostraban una escena o una imagen.
|  |

Se probaron varios planes de promoción: en 1954, la pequeña ciudad de Saranac Lake, Nueva York (hogar del Adirondack Cottage Sanitarium) ganó un concurso nacional de venta de sellos navideños, cuya recompensa fue albergar el estreno mundial de la película de Paul Newman, El cáliz de plata; el elenco participó en un desfile en el carnaval de invierno anual de la ciudad. En el esfuerzo por promocionar los sellos navideños se emplearon otras ideas, incluidos matasellos/cancelaciones y varias formas de publicidad, que se muestran en los ejemplos a continuación.
|  |  |

Además de los sellos navideños emitidos a nivel nacional por la Cruz Roja y la Asociación Nacional de Tuberculosis, varios estados emitieron sus propios sellos. A partir de 1927, la Asociación Nacional para el Avance de las Personas de Color, o NAACP, comenzó a emitir sus propios sellos para crear conciencia sobre los prejuicios y otros problemas que afectaban a los afroamericanos.
|  |  |

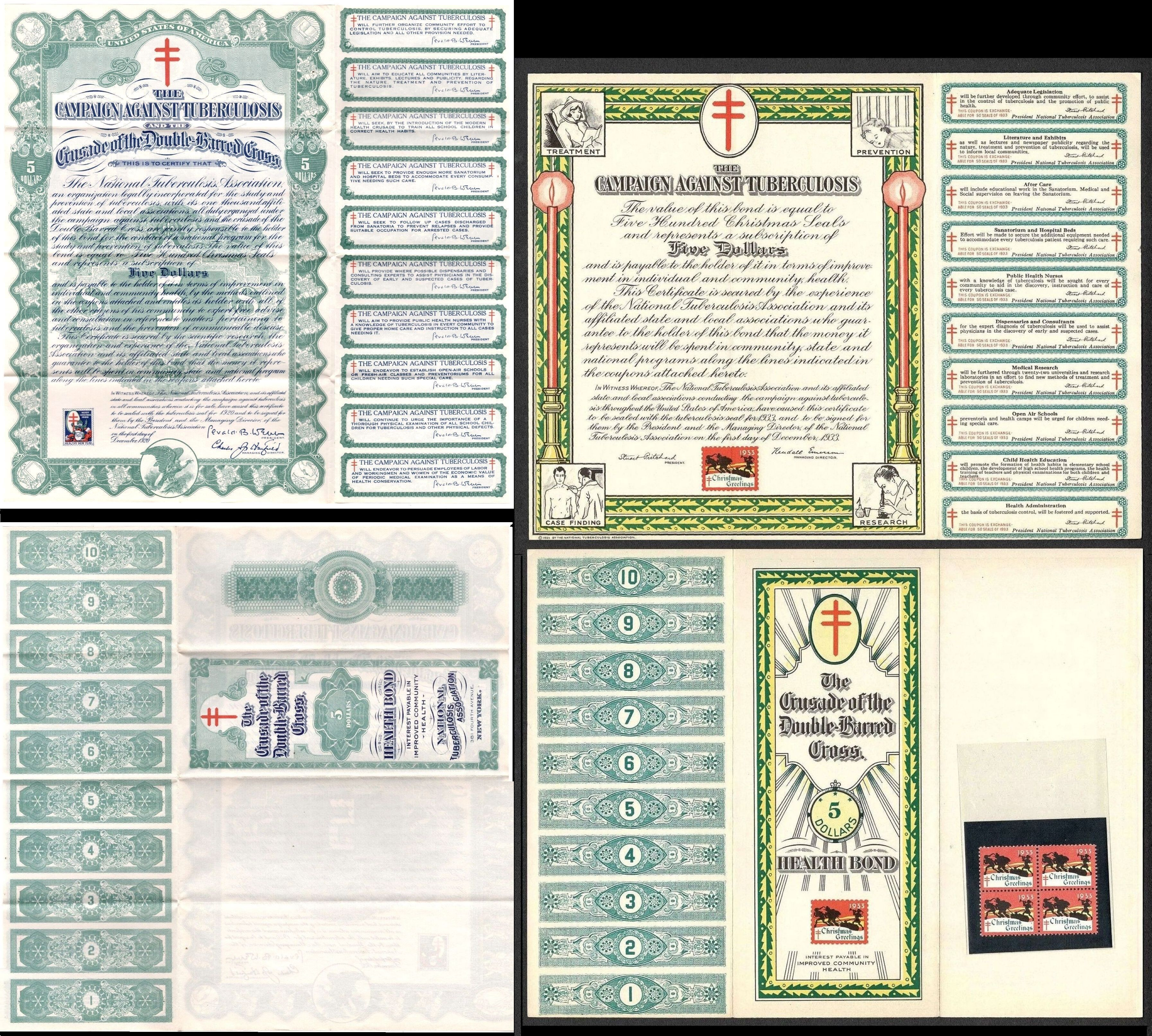
Selección de bonos con sellos navideños, 1920 y 1933; con los respectivos sellos navideños adjuntos para cada año
(la vista inversa se muestra en las imágenes inferiores)

A partir de 1919, la venta de sellos navideños se realizó en forma de bono para ayudar a los grandes contribuyentes a la lucha contra la tuberculosis. El rango de denominaciones de los bonos variaba desde $5 hasta $1000. Las variaciones y cambios en el diseño cambiaron de año en año.

Hoy en día, los sellos navideños benefician a la Asociación Americana del Pulmón y otras organizaciones relacionadas con los pulmones. La tuberculosis estaba disminuyendo, pero recientemente ha estado aumentando. La tuberculosis sigue siendo una de las enfermedades infecciosas más comunes en el mundo. En 1987, la Asociación Estadounidense del Pulmón adquirió una marca registrada para el término "Sellos de Navidad" para proteger su derecho a ser la única asociación nacional de recaudación de fondos de EE. UU. en emitirlos. Por supuesto, esta marca registrada no se aplicaría a los sellos navideños emitidos fuera de los EE. UU. ni a los sellos navideños locales y regionales, utilizados en los EE. UU. por muchas organizaciones desde 1907, cuando el Dispensario Kensington en Filadelfia, Pensilvania, emitió su propio sello navideño local.

## Canadá

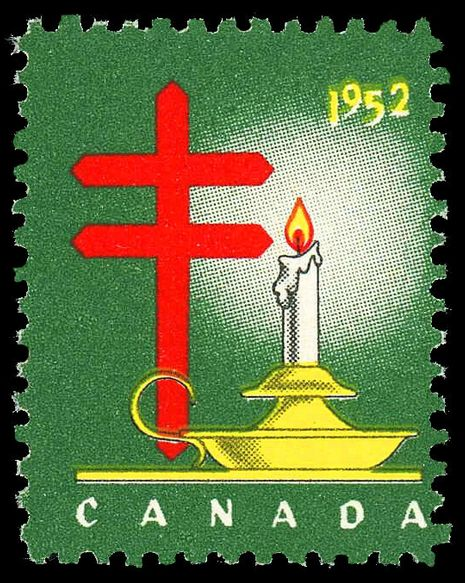
Sello navideño canadiense de 1952

En 1908, la campaña había llegado a Canadá. Las personas interesadas en Toronto y Hamilton, Ontario, iniciaron campañas de sellos navideños para construir y apoyar sanatorios, como se llamaba entonces a los hospitales de tuberculosis. El periódico Toronto Globe acudió rápidamente en su ayuda. A principios de diciembre, el Globe comenzó a publicar un artículo diario en su portada con noticias de la campaña. La columna estaba bordeada de acebo para que los lectores pudieran localizarla fácilmente. Una historia contaba cómo los niños de 58 escuelas de Toronto habían vendido 10.000 sellos de Navidad. En otra edición se anunció que en Regina, Saskatchewan, otro periódico, el Regina Leader, había escrito para decir que su personal vendería los sellos y enviaría el dinero para el sanatorio que se estaba construyendo en Muskoka.
Desde Saint John, Nuevo Brunswick, el reverendo G. A.  Moore escribió para decir que él y otros voluntarios venderían 8.500 y enviarían el dinero a Toronto para su sanatorio. Ese primer año, la campaña de Toronto recaudó $7,358.65 (el equivalente a casi $200,000 hoy) y los ciudadanos de Hamilton donaron $1,244.40. Año tras año, otras ciudades de Canadá probaron la campaña del sello navideño como un medio no sólo para recaudar dinero, sino también para crear conciencia de que la tuberculosis podía controlarse.
Finalmente, en 1927, se acordó que la campaña del sello de Navidad sería el método oficial que utilizarían las asociaciones de tuberculosis para solicitar fondos al público. Se estableció un sello nacional. Las campañas del sello navideño han jugado un papel importante en la salud pública. En un primer momento el dinero recaudado se utilizó para el nuevo y muy necesario sanatorio. Cuando se establecieron, los fondos del sello de Navidad se utilizaron para la prevención de la tuberculosis. Las focas han pagado para que millones de canadienses se hagan radiografías de tórax o pruebas de tuberculina. Como resultado, se descubrieron miles de casos de tuberculosis antes de que la enfermedad se propagara a otros. Los sellos navideños de la Asociación Canadiense del Pulmón siguen simbolizando el apoyo popular de los canadienses que ayudaron a ganar la lucha contra la tuberculosis.

## Europa
Poco después de que Dinamarca emitiera el primer sello navideño, le siguieron Suecia e Islandia. Luego, los sellos se extendieron por Escandinavia y todos los países importantes de Europa y siguen siendo populares hoy en día. Cientos de sociedades diferentes han emitido sellos navideños a nivel nacional y local en Asia, África, América del Norte y del Sur y Australia. Desde entonces, la mayoría de los sellos contra la tuberculosis se emitieron en Navidad e incluían el símbolo internacional contra la tuberculosis: la Cruz de Lorena de doble barra.
|  |

### Semipostales
Varios gobiernos de todo el mundo también han emitido sellos postales semipostales para ayudar a recaudar fondos para la Cruz Roja y para la lucha contra la tuberculosis; países como Francia, España y Bélgica han producido cientos. A principios de la Primera Guerra Mundial, Francia emitió sellos semipostales para recaudar fondos para la Cruz Roja, que estaba abrumada por los miles de personas que resultaron heridas durante la guerra. Con el tiempo, las colonias francesas también empezaron a producir postales semipostales. La idea de enviar semipostales para ayudar a financiar la Cruz Roja pronto se extendió entre los países afectados por la guerra, y 47 países emitieron más de 230 semipostales diferentes. España y sus colonias rivalizaron con las de Francia con aproximadamente 150 semipostales emitidos.
Francia comenzó a emitir postales semipostales para recaudar fondos para la Cruz Roja en 1918, todas las cuales llevan el símbolo de la cruz roja.
|  |

Bélgica emitió sellos de caridad en forma de semipostales, en los que la denominación de la derecha se destinaba a una causa benéfica. Los primeros números de este tipo se publicaron en 1914.
|  |

Otros países europeos que han emitido sellos semipostales para la Cruz Roja y diversas fundaciones contra la tuberculosis son Bélgica, Finlandia, Alemania, Italia y los Países Bajos, entre otros.
|  |

## Otros países
Casi un centenar de asociaciones pulmonares diferentes en todo el mundo emiten sellos de Navidad. Muchos países diferentes emiten sus propios sellos navideños, así como ciudades, estados y territorios. El Catálogo de Green, considerado por muchos coleccionistas como la Biblia de la colección de sellos navideños sobre tuberculosis en Estados Unidos y en todo el mundo, los distinguiría como sellos navideños nacionales y locales. Muchas sociedades emisoras de sellos de tuberculosis son miembros de la Unión Internacional contra la Tuberculosis y Enfermedades Respiratorias, que organiza un concurso de sellos de Navidad para el mejor diseño entre sus miembros emisores de sellos organizativos y constituyentes en su Conferencia Mundial sobre Salud Pulmonar anual.
|  |

Corea, después de muchos esfuerzos para vender la idea de recaudar fondos para combatir la tuberculosis allí, emitió su primer sello de Navidad en 1933. Encargada de realizar este esfuerzo, la Asociación Médica Misionera de Corea formó un comité. En Corea estuvieron representadas todas las religiones y nacionalidades, y recibió fondos y ayuda de la Iglesia de Inglaterra, de la Iglesia Unida de Canadá, así como de varias organizaciones sanitarias de la propia Corea.

México, a través del Comité Nacional de Lucha contra la Tuberculosis, en su esfuerzo por combatir la temida enfermedad pulmonar, emitió sus primeros sellos navideños en 1943.

## Uso
A partir de 1907, cuando se emitieron por primera vez los sellos navideños, el incidente de utilizar sellos en lugar de sellos postales se convirtió en un problema común. Posteriormente, en 1911, el Servicio Postal de Estados Unidos adoptó una política que prohibía la colocación de sellos de Navidad en el mismo lado de una postal o sobre que la dirección. En 1930 el problema se hizo menos frecuente.
Antes de 1930, casi todos los sellos navideños que se encontraban en el correo de EE. UU. se usaban en postales de felicitación navideña, ya que no existían tarjetas navideñas comerciales con sobres y el franqueo de las postales era de solo un centavo. Hoy en día, las postales con sellos navideños atados con un matasellos con la misma fecha del año que el sello navideño de ese año no son comunes y a menudo son escasas, y en algunos casos raras.
|  |  |

## Otros tipos
Muchos otros sellos para recaudar fondos para esfuerzos caritativos fueron emitidos durante la temporada navideña, a menudo con temas navideños, por organizaciones religiosas, sociedades cívicas y fraternales, organizaciones patrióticas, etc. Dado que no se emitieron para combatir la tuberculosis específicamente, carecen de la Cruz de Lorena de doble barra, el símbolo internacional para la lucha contra la tuberculosis, que fue propuesto y establecido en 1902 en la Conferencia Internacional sobre Tuberculosis en Berlín, Alemania, y estrictamente hablando no califican como lo que comúnmente se conoce como sellos de Navidad.
|  |

Entre 1937 y 1943, el Partido Nazi Danés (DNSAP) emitió una variedad de sellos con la esvástica nazi.  Estos escasos sellos contienen temas navideños como el acebo, pero no hay ninguna indicación en ellos que los relacione con la lucha contra la tuberculosis, y por esta razón no están incluidos en el Catálogo de Green.
Autorizado por el Vaticano, el Programa de la Asociación de la Santa Infancia fue fundado en 1843 para prestar servicio a las escuelas y a los programas de educación religiosa. La Asociación distribuye programas educativos y de recaudación de fondos a programas escolares y de educación religiosa en todo Estados Unidos. Para ayudar a dar reconocimiento y recaudar fondos para el programa, la Fundación de la Santa Infancia emite su propio tipo de sello navideño para la venta en varias iglesias católicas y otras instituciones.
|  |

La historia ha demostrado que la mayoría de los regímenes dictatoriales suspenden la emisión de sellos navideños. Esto ocurrió en Corea bajo la ocupación japonesa, en China bajo los comunistas y en Argentina bajo el gobierno de Eva Perón.[cita requerida]

## Coleccionando

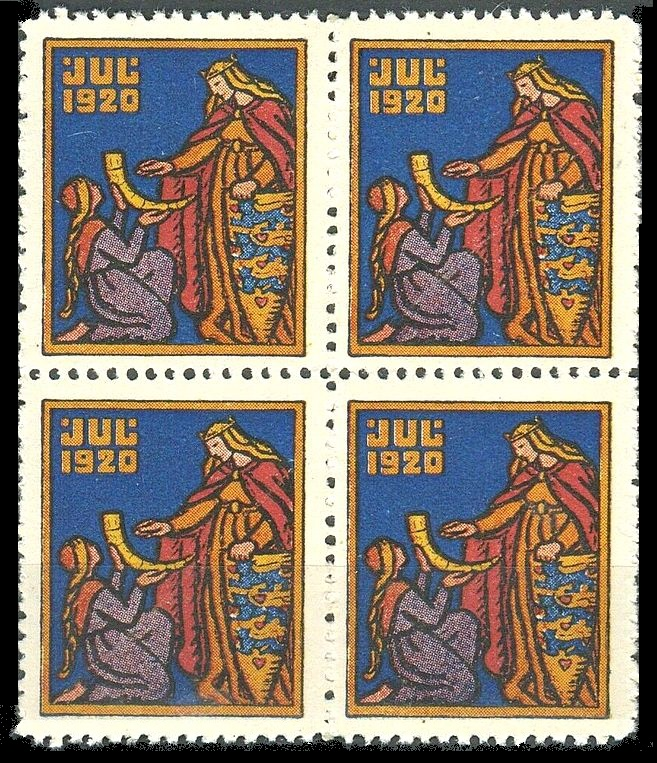
Sellos navideños daneses en bloque de cuatro, emisión de 1920

Cuando los sellos navideños hicieron su debut a inicios del siglo XX, obtuvieron una gran aceptación y reconocimiento tanto del público en general como de los coleccionistas de sellos e historia postal en particular. 
Los precios de los diferentes ejemplares pueden fluctuar desde los más asequibles hasta aquellos de costo moderado o de considerable valor, dependiendo de la disponibilidad, el tipo, el centrado y el estado. El valor de catálogo de un sello navideño, similar al de los sellos postales y las monedas, tiende a incrementarse con el paso del tiempo. Por ejemplo, en 1935, el valor del Catálogo Scott para un sello navideño emitido en 1915 era de 25 centavos. En 1983, su valor de catálogo se incrementó a 4 dólares. En 2014, el valor del catálogo Scott se estableció en $9,00. Los sellos que han sido utilizados, así como aquellos que carecen de goma y/o presentan un borde recto en uno de sus lados, suelen tener un costo que ronda la mitad del precio de un sello nuevo (sin usar), en condiciones que van desde buen estado hasta muy buen estado (F-VF).
En situaciones donde un sello navideño se encuentra atado junto a un sello postal, con un matasellos que muestra la misma fecha del año en que se emitió el sello navideño correspondiente, frecuentemente presenta precios considerablemente más altos que aquellos que han sido cancelados y que ya no están adheridos a una postal o sobre. Al igual que ocurre con diversos sellos postales, los sellos navideños que se encuentran en un "bloque de cuatro" tienden a ser raros y pueden incrementar su valor considerablemente más de lo que valdrían cuatro sellos navideños individuales. El 4 de diciembre de 2014, una tarjeta postal que contenía una variedad poco común de un sello navideño de 1911, tipo 5, el cual es considerado el más raro de Estados Unidos, fue vendida en una subasta en eBay por un monto récord de 3.433,83 dólares. La tarjeta postal fue matasellada el 20 de diciembre de 1911 en la Estación C de Los Ángeles y fue enviada por correo a Fort Wayne, Indiana. En un ejemplo adicional y concluyente, un sello navideño estadounidense de 1919, que es de un tipo poco común, fue vendido en una subasta y logró un precio de $3,872,533.
En los Estados Unidos, desde 1936, la ciudad de Santa Claus, Indiana, ha sido frecuentemente considerada por numerosos coleccionistas como la ciudad "oficial" del primer día para el lanzamiento inicial de emisiones de sellos navideños en el país. Se preparan comúnmente tapas especiales en cantidades que oscilan entre 500 y 2000. Las cantidades producidas fueron registradas durante muchos años por los miembros de The Christmas Seal y Charity Stamp Society, Joe Wheeler y Jerry Grigaitis. En 1936, el jefe de correos de Santa Claus no permitió que los sellos fueran atados con un matasellos; sin embargo, esta política a veces se ignoraba y algunas cubiertas recibieron un matasellos. Estas cubiertas poseen un valor considerable en el ámbito del coleccionismo.
|  |  |

Una de las organizaciones de sellos navideños más antiguas dedicadas a los coleccionistas de sellos navideños es la Christmas Seal and Charity Stamp Society, establecida en 1931, que es una filial de la American Philatelic Society. Actúa como un recurso informativo para los coleccionistas y edita una revista trimestral, Seal News, así como un extenso catálogo de literatura navideña relacionada con el coleccionismo de sellos. Además, llevan a cabo subastas en cada edición de su revista.